# Kilavica
Kilavica (lat. Herniaria), rod puzećeg jednogodišnjeg raslinja do trajnica iz porodice klinčićevki (Caryophyllaceae). Postoji pedesetak vrsta raširenih po Euroaziji, Africi i Južnoj Americi. U Hrvatskoj rastu gola kilavica (H. glabra), čupava kilavica (H. hirsuta) i sivkasta kilavica (H. incana)

## Vrste
1. Herniaria abyssinica Chaudhri
2. Herniaria acrochaeta (Bornm.) Chaudhri
3. Herniaria algarvica Chaudhri
4. Herniaria alpina Chaix
5. Herniaria amoena Çeleb. & Favarger
6. Herniaria arabica Hand.-Mazz.
7. Herniaria argaea Boiss.
8. Herniaria austroamericana Chaudhri & Rutish.
9. Herniaria baetica Boiss. & Reut.
10. Herniaria bicolor M.G.Gilbert
11. Herniaria boissieri J.Gay
12. Herniaria bornmuelleri Chaudhri
13. Herniaria cachemiriana J.Gay
14. Herniaria canariensis Chaudhri
15. Herniaria capensis (Haw.) Steud. ex Bartl.
16. Herniaria caucasica Rupr.
17. Herniaria ciliolata Melderis
18. Herniaria cinerea DC.
19. Herniaria cyrenaica F.Herm.
20. Herniaria degenii (F.Herm.) Chaudhri
21. Herniaria erckertii F.Herm.
22. Herniaria ericifolia C.C.Towns.
23. Herniaria fontanesii J.Gay
24. Herniaria fruticosa L.
25. Herniaria glaberrima (Emb.) Maire
26. Herniaria glabra L.
27. Herniaria grimmii F.Herm.
28. Herniaria hemistemon J.Gay
29. Herniaria hirsuta L.
30. Herniaria incana Lam.
31. Herniaria latifolia Lapeyr.
32. Herniaria litardierei (Gamisans) Greuter & Burdet
33. Herniaria lusitanica Chaudhri
34. Herniaria maritima Link
35. Herniaria maskatensis Bornm.
36. Herniaria mauritanica Murb.
37. Herniaria micrantha A.K.Jacks. & Turrill
38. Herniaria × montenegrina Pérez Dacosta & Mateo
39. Herniaria nigrimontium F.Herm.
40. Herniaria olympica J.Gay
41. Herniaria oranensis Chaudhri
42. Herniaria orientalis F.Herm.
43. Herniaria parnassica Heldr. & Sart. ex Boiss.
44. Herniaria pearsonii Chaudhri
45. Herniaria permixta Jan ex Guss.
46. Herniaria pisidica Brummitt
47. Herniaria polygama J.Gay
48. Herniaria pujosii Sauvage & Vindt
49. Herniaria regnieri Braun-Blanq. & Maire
50. Herniaria riphaea Font Quer
51. Herniaria saxatilis Brummitt
52. Herniaria scabrida Boiss.
53. Herniaria schlechteri F.Herm.
54. Herniaria × urrutiae Pérez Dacosta & Uribe-Ech.